# Robert Barro
Robert Joseph Barro (ur. 1944) – amerykański ekonomista, profesor Uniwersytetu Harvarda. Jest reprezentantem nowej makroekonomii klasycznej.

## Ważniejsze prace
- Modern Business Cycle Theory